# Corticolibérine
 (février 2016).
Si vous disposez d'ouvrages ou d'articles de référence ou si vous connaissez des sites web de qualité traitant du thème abordé ici, merci de compléter l'article en donnant les références utiles à sa vérifiabilité et en les liant à la section « Notes et références ».

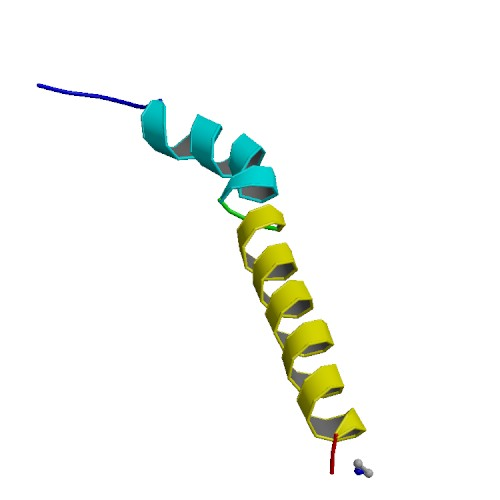
Reproduction du corticolibérine.

La corticolibérine est selon son utilisation soit un neurotransmetteur soit une neurohormone produite par l'hypothalamus et agissant au niveau de l'hypophyse sur l'expression du gène codant la proopiomélanocortine ou POMC, ainsi que sur sa maturation en hormone corticotrope (ACTH) puis sa sécrétion.
Elle peut également être libérée par le placenta pendant la grossesse, chez l'humain.
On utilise souvent l'abréviation  CRH (de l'anglais corticotropin-releasing hormone), anciennement CRF (pour corticotropin-releasing factor).

## Effets et utilisation en médecine
- La CRH va stimuler la libération d'ACTH par l'hypophyse. L'ACTH va, à son tour, stimuler la production des glucocorticoïdes au niveau des surrénales.
- La sécrétion de CRH est inhibée par un mécanisme de rétrocontrôle impliquant à la fois les glucocorticoïdes et l'ACTH.
- En pratique clinique, le test au CRH permet de distinguer une maladie de Cushing d'une sécrétion ectopique d'ACTH dans les syndromes de Cushing ACTH-dépendants.

Le crinecerfont est un antagoniste des récepteurs à la corticolibérine. Il permet de diminuer les doses de corticoïdes dans l'hyperplasie congénitale des surrénales.